# ジュゼッペ・スルファーロ
ジュゼッペ・スルファーロ（Giuseppe Sulfaro、1984年10月7日 - ）は、イタリアの男優である。2000年公開の『マレーナ』（ジュゼッペ・トルナトーレ監督）に出演したことでよく知られており、Globo d'oroを含む数々の賞を受賞した。

## 経歴
1984年10月7日、メッシーナ県メッシーナに生まれる。
2000年、『マレーナ』に出演。2001年6月23日、Globi d'oro 2001の最優秀新人部門（伊: Miglior attore esordiente, 英: Most Promising Actor）を受賞。また、Sannio FilmFestの最優秀新人男優部門（英: Best Male Newcomer）を受賞。
2004年、ドラマ『Don Gnocchi - L'angelo dei bimbi』でテレビデビュー。
2006年、『Un eroe a Roma』（Panos Angelopoulos監督）に主演。2007年には『Il sole nero』（クシシュトフ・ザヌッシ監督）に出演。
2008年から2016年までドラマ『マッテオ神父の事件簿』6シーズンから10シーズンに出演。

### 備考
『マレーナ』撮影時14歳で演技の経験もなかった。チャンスをつかんだのは叔母が新聞記事を見たのがきっかけ。トルナトーレ監督がモニカ・ベルッチと共演する新作映画の主役を探しているという内容だったが、叔母の勧めにより制作会社のミラマックスに写真を送る。2500枚の写真の中から1次面接を受けた90人に選ばれる。2次面接で40人に絞られる。女優による3次面接で9人に絞られる。最後のトルナトーレ監督による面接で3人の最終候補者が選ばれ、彼らの動画がミラマックスに送られた。
撮影は1997年9月から1年間行われた。14歳のスルファーロがベルッチと恋に落ちるのに数日あれば十分だった。ベルッチはその後の仕事を円滑にするため(スルファーロによる)、あるいはまんざらでもなく、思春期男子の純愛を否定しなかった。毎朝スルファーロの唇に軽くキスをした。

## フィルモグラフィ
（出典:）

### 映画
- マレーナ - as Renato Amoroso（2000年）
- Un eroe a Roma (A Hero... in Rome)（2006年）
- Il sole nero（2007年）

### テレビドラマ
- Don Gnocchi - L'angelo dei bimbi（2004年）
- Gente di mare
- マッテオ神父の事件簿（2008年 - 2016年）